# داميان ألكازار
داميان ألكازار (بالإسبانية: Damián Alcázar)‏ هو ممثل مكسيكي، ولد في 8 يناير 1953 في المكسيك.

## أعمال

### مسلسلات
- ناركوس

## وصلات خارجية
- داميان ألكازار على موقع IMDb (الإنجليزية)
- داميان ألكازار على موقع قاعدة بيانات الفيلم (الإنجليزية)